# Batalha de Fariscur (1219)
A Batalha de Fariscur foi uma batalha campal travada entre o exército da Quinta Cruzada e o Egito Aiúbida em 29 de agosto de 1219, fora do acampamento Aiúbida em Fariscur (Fāriskūr). A batalha ocorreu durante o cerco de Damieta e, embora tenha terminado com uma clara vitória sarracena, foi substancialmente irrelevante para o progresso da guerra em geral. Foi a primeira batalha da cruzada travada em campo aberto e não perto de uma fortificação.

## Consequências
Embora a Batalha de Fariscur tenha sido uma derrota esmagadora para os Cruzados, provou ser estrategicamente insignificante. O sultão enviou alguns dos cativos cristãos como emissários para pedir uma trégua. Apenas três dias após a batalha, a trégua entrou em vigor; os termos exatos do armistício não são conhecidos, mas o cerco de Damieta continuou ininterrupto. Foi durante esta calmaria no conflito que, com a permissão de Pelágio, Francisco de Assis e Iluminado da Rieti visitaram Camil. Paio Galvão e João de Brienne também mantiveram negociações com o sultão durante este período, mas a frustração entre as fileiras dos cruzados permaneceu alta, pois as tropas acreditavam que Camil estava apenas ganhando tempo. O sultão chegou a oferecer o controle de Jerusalém aos cruzados em troca de sua saída do Egito, mas eles recusaram, pois os muros de Jerusalém haviam sido demolidos por Almaleque Almoazão, irmão do sultão, talvez precisamente em preparação para esta possível troca.  A trégua foi quebrada por Camil em 25 de setembro em uma tentativa de libertar Damieta do cerco, mas em vão. A cidade caiu no dia 5 de novembro seguinte.
A conduta dos cavaleiros teutônicos na batalha de Fariscur deixou uma grande impressão nos contemporâneos. Após a batalha, a ordem alemã recebeu uma série de doações, incluindo a de Giles, irmão de Gualtério IV Berthout, que também enfatizou que os Cavaleiros Teutônicos também ofereceram assistência a todos os cruzados mais pobres.